# Bidston Hill
Bidston Hill är en kulle i Storbritannien.   Den ligger i distriktet Wirral i Merseyside i riksdelen England, i den centrala delen av landet, 290 km nordväst om huvudstaden London. Toppen på Bidston Hill är 69 meter över havet.
Terrängen runt Bidston Hill är platt. Havet är nära Bidston Hill åt nordväst. Runt Bidston Hill är det mycket tätbefolkat, med 1 177 invånare per kvadratkilometer. Närmaste större samhälle är Liverpool, 6,4 km öster om Bidston Hill. Runt Bidston Hill är det i huvudsak tätbebyggt.